# Дайте книгу скарг
«Дайте книгу скарг» (рос. «Дайте жалобную книгу») — російський радянський художній фільм, поставлений на кіностудії «Мосфільм» в 1965 році режисером Ельдаром Рязановим.
Фільм знятий в останні роки Хрущовської відлиги.
Пісню «Добрий вечір» виконує популярна в 60-ті роки співачка Лариса Мондрус.

## Сюжет
У Москві працює ресторан «Кульбаба», який користується у відвідувачів поганою славою. Персонал грубіянить і недбало обслуговує клієнтів, кухня огидна, книга скарг завжди «зайнята». І все б так і залишилося, якби в це злощасне місце не прийшов журналіст Нікітін з друзями. Зіткнувшись із жахливим обслуговуванням і до того ж через непорозуміння потрапивши до міліції, він вирішив написати фейлетон про цей ресторані. Стаття отримує серйозний громадський резонанс.
Згодом сам Нікітін закохується в директора цього ресторану — миловидну молоду жінку, Тетяну Олександрівну, і допомагає їй переобладнати старомодний ресторан у сучасне молодіжне кафе. У підсумку, пройшовши всі перипетії бюрократизму, вони досягають своєї мети.

## У ролях
- Анатолій Папанов — заступник директора ресторану Василь Васильович Кутайцев
- Микола Крючков — директор Управління торгівлі Микола Іванович
- Микола Парфьонов — Іван Семенович Постніков
- Тетяна Гаврилова — офіціантка Клава
- Ніна Агапова — буфетниця Зінаїда
- Рина Зелена — співачка в ресторані «Кульбаба»
- Джемал Сіхарулідзе — Тенгіз, друг Нікітіна
- Мікаела Дроздовская — Маша, дружина Тенгіза
- Наталя Суровегіна — офіціантка Раєчка
- Зоя Ісаєва — офіціантка Віра
- Юрій Нікулін — продавець у магазині одягу
- Георгій Віцин — завідувач відділом у магазині одягу
- Євген Моргунов — директор магазину одягу